# Maggi Kvestad
Maggi Kvestad (ur. 21 lutego 1910, zm. 24 listopada 2004) – norweska panczenistka, brązowa medalistka mistrzostw świata.

## Kariera
Największy sukces w karierze Maggi Kvestad osiągnęła w 1947 roku, kiedy zdobyła brązowy medal podczas mistrzostw świata w wieloboju w Drammen. W zawodach tych wyprzedziły ją jedynie Verné Lesche z Finlandii oraz kolejna Norweżka, Else Marie Christiansen. W poszczególnych biegach zajmowała szóste miejsce w biegu na 500 m, trzecie na 3000 m, piąte na 1000 m i drugie na dystansie 5000 m. Wszystkie biegi wygrała Lesche, pokonując Norweżki z przewagą ponad 20 punktów. Jest to największa różnica między pierwszą a drugą zawodniczką w historii. W biegu na 5000 m Kvestad straciła do Finki aż 1 minutę i 20 sekund. Był to jedyny medal wywalczony przez nią na międzynarodowej imprezie tej rangi. Wystartowała także na rozgrywanych dwa lata później wielobojowych mistrzostwach świata w Kongsbergu, gdzie zajęła czternaste miejsce.